# My Baby Just Cares for Me
My Baby Just Cares for Me è una canzone scritta da Walter Donaldson e con le parole di Gus Kahn. Fu composta nel 1930 in occasione della versione cinematografica omonima del musical del 1928 Whoopee!, con Eddie Cantor (che la incise) e Ruth Etting. Il brano è principalmente conosciuto nella versione interpretata da Nina Simone nel 1958.
La Simone registrò il brano per il suo album di debutto Little Girl Blue, ma il brano rimase relativamente sconosciuto fino al 1987, l'anno in cui fu scelto come colonna sonora della campagna pubblicitaria televisiva del profumo Chanel No. 5. In seguito alla grande popolarità degli spot, la traccia fu pubblicata come singolo dall'etichetta Charly Records, riuscendo ad entrare nella classifica dei singoli britannici il 31 ottobre 1987 raggiungendo la posizione numero cinque, e diventando uno dei maggiori successi dell'artista.
Per l'occasione fu realizzato un video musicale realizzato con la tecnica claymation prodotto dalla Aardman Animations e diretto da Peter Lord.
L'attacco pianistico del brano ricorda quello orchestrato dell'aria settecentesca "Al dolor che vo sfogando" composta da Carlo Maria Michelangelo Nicola Broschi, detto Farinelli.

## Altre versioni
La versione resa famosa da Nina Simone è a tutti gli effetti una cover. Altre versioni del brano sono state registrate, anche in tempi precedenti, da Nat King Cole Amanda Lear, Mel Tormé, Mary Wells ed Alex Chilton. Frank Sinatra ne interpretò una propria versione nell'album Strangers in the Night. Steven Gallavin ne ha proposto nel 2010 una versione "da uomo a uomo". Caso piuttosto raro, nelle varie versioni è possibile ascoltare il brano con melodie, armonia e testi differenti.
George Michael arrangiò e registrò una propria versione di My Baby Just Cares for Me per l'album Songs from the Last Century del 1999. Cyndi Lauper ne registrò una cover nell'album del 2003 At Last. Nel film di Woody Allen Tutti dicono I Love You c'è una lunga scena stile musical, in cui il brano viene interpretato dagli attori Edward Norton e Natasha Lyonne in una gioielleria.